# Magnolia pleiocarpa
Magnolia pleiocarpa är en magnoliaväxtart som först beskrevs av James Edgar Dandy, och fick sitt nu gällande namn av Richard B. Figlar och Hans Peter Nooteboom. Magnolia pleiocarpa ingår i släktet Magnolia och familjen magnoliaväxter. Inga underarter finns listade i Catalogue of Life.